# Řád svatého Olafa
Královský norský řád svatého Olafa (norsky Den Kongelige Norske St. Olavs Orden) je norský řád. Založen byl švédským a norským králem Oskarem I. roku 1847 jako záslužný řád. Pojmenován je na počest norského patrona a krále svatého Olafa. Po osamostatnění Norska od Švédska roku 1905 zůstal řád zachován a je dodnes udělován.

## Vzhled řádu
Odznakem je zlatý, bíle smaltovaný maltézský kříž s kuličkami na koncích hrotů. Mezi rameny kříže jsou umístěna zlatá korunovaná iniciála O, odkazující na zakladatele řádu. Ve středovém medailonu se nachází zlatý vztyčený korunovaný lev držící sekeru na červeném poli (znak Norska), okolo se vine bílo-modro-bílý pás. Vzadu se pak nachází nápis RET OG SANDHED (Právo a pravda). Kříž je převýšen zlatou korunou s perlami. Za vojenské zásluhy byly na horní rameno kříže pokládány dva zlaté, modře smaltované zkřížené meče.
Hvězda velkokříže je stříbrná a osmicípá, s řádovým křížem ve středu. Komandérská hvězda sestává pouze ze stříbrného a nesmaltovaného řádového kříže.
Stuha je červená s bílo-modro-bílým lemem.

## Třídy a způsoby nošení
Řád měl původně pouze tři třídy, po úpravách z let 1873 (rozdělení komandérské třídy) a 1890 (rozdělení rytířské třídy) se nyní dělí na tříd pět:
- 1. třída: velkokříž – velkostuha, hvězda a řetěz
- 2. třída: komandér s hvězdou – odznak u krku, hvězda
- 3. třída: komandér – odznak u krku
- 4. třída rytíř 1. třídy – odznak na stuze na prsou
- 5. třída: rytíř – odznak na stuze na prsou, kříž je stříbrný[1]